# Queen Charlotte Sound (Nieuw-Zeeland)
Queen Charlotte Sound is een fjord in Nieuw-Zeeland. Het is de meest oostelijke fjord van de Marlborough Sounds en ligt bij het Zuidereiland. Queen Charlotte Sound ligt naast de Straat Cook en bij de stad Picton.